# Echemus chaetognathus
Echemus chaetognathus är en spindelart som först beskrevs av Tamerlan Thorell 1887. Echemus chaetognathus ingår i släktet Echemus och familjen plattbuksspindlar.
Artens utbredningsområde är Myanmar. Inga underarter finns listade i Catalogue of Life.